# Nairanjana Dasgupta
Pour les articles homonymes, voir Dasgupta.
Nairanjana (Jan) Dasgupta est une statisticienne indienne à l'université d'État de Washington, où elle est professeure émérite Boeing en mathématiques et statistiques. Ses intérêts de recherche comprennent les tests multiples à grande échelle (en) en bio-informatique ainsi que les applications impliquant la nutrition et la lactation, et la croissance des pommes.

## Formation et carrière
Dasgupta est diplômée du Presidential College de Calcutta en 1990, avec un bachelor en statistiques et des mineurs en mathématiques et en économie. Elle est allée à l'université de Caroline du Sud pour des études supérieures en statistiques. Elle a obtenu une maîtrise en 1994 avec une thèse dirigée par Stephen Durham sur la théorie des probabilités hyperfinies (en) et a terminé son doctorat en 1996. Son directeur de thèse était John Spurrier, et sa thèse, sur la régression logistique, était intitulée Comparison to control in logistic regression,.
Elle a rejoint la faculté de statistique de l'université d'État de Washington en 1996 et est devenue directrice du nouveau Centre d'enseignement et de recherche statistiques interdisciplinaires en 2015,,.

## Reconnaissance
Dasgupta a été nommée « Boeing Distinguished Professor of Math and Science Education » de l'université d'État de Washington en 2017. En 2018, elle a été nommée Fellow de la Société américaine de statistique,. Elle est la présidente 2022 du Caucus for Women in Statistics.